# Las Guacamayas (Wenezuela)
Las Guacamayas – miasto w Wenezueli, w stanie Aragua.